# 片山竜二のおはよう文化放送です
片山竜二のおはよう文化放送です（かたやまりゅうじのおはようぶんかほうそうです）は、1976年から文化放送で放送したラジオ番組である。
土曜日は「片山竜二のおはよう土曜日文化放送です」のタイトルで放送、本項ではこれら全てについても説明。　

## 概要
TBSラジオで放送されていた「おはよう片山竜二です」のパーソナリティの片山竜二を起用して、1976年に放送開始。

## 出演者
- 片山竜ニ（パーソナリティ）[3]
- 本間令子（土曜日アシスタント）[3][注釈 1]

## 放送時間
- 月曜日～金曜日 6:00 - 7:00（1976年4月5日 - 1977年10月28日）
- 土曜日  6:00 - 9:30（1976年4月10日 - 1978年3月26日）

## コーナー
平日
- モーニングコール
- 片山竜二の朝刊つまみ読み
- 片山竜二は探してきました
- わかりますその話
- 今朝もさわやか
- あなたもあなたもおめでとう
- 早起きネットワーク

土曜日
- モーニングコール
- 片山竜二の朝刊つまみ読み
- ワンポイントハウジング
- 聞いてください片山さん
- あなたもあなたもおめでとう
- わが家の特ダネ
- 聞いてくださいおトクです
- よろこびも悲しみも片山竜二
- 笑いと怒りの片山竜二
- 赤ちゃん相談室
- 商売繁盛!ラジオで繁盛!
- 映画と芝居と音楽と
- 奥さま一寸お耳を!
- 今日のひとこと
- マタマタお役にたちます[3]